# Pedaria dellacasai
Pedaria dellacasai là một loài bọ cánh cứng trong họ Bọ hung (Scarabaeidae).